# SHISHAMO 7
『SHISHAMO 7』（シシャモ なな）は、SHISHAMOの7枚目のオリジナル・アルバム。2021年6月30日にGOOD CREATORS RECORDS / UNIVERSAL SIGMAから発売された。

## 概要
- 前作『SHISHAMO 6』から約1年半ぶりのオリジナル・アルバム。リリースに先駆けて、2021年5月28日より「中毒」の先行配信が開始された[6]。
- 通常盤と初回限定盤の2形態で発売された。初回限定版は、ブックレットと宮崎が中学時代からファンだった浅野いにおの漫画が付属した上製本仕様。漫画は本作の6曲目「かわいい」を題材に描かれている[7]。
- 購入者特典として、Amazonではメガジャケが、対象店舗ではオリジナルB2ポスターが付けられた[8]。
- 曲順は、宮崎が楽曲のイメージでグループ分けをして並べた。1〜3曲目は「強い」、4〜6曲目は「らしい」、7〜9曲目は「ほっとする、あったかい」、10〜13曲目は「悲しい」だと話している[9][10]。
- 本作を引っ提げ、SHISHAMO ワンマンツアー2021秋「寝ても覚めてもかわいい君と死にたくなるような恋がしたい」が2021年11月3日から12月11日まで行われた[11][12]。

## 収録内容
通常盤
| 全作曲: 宮崎朝子。 |                                                     |           |            |                  |      |
| #                  | タイトル                                            | 作詞      | 作曲・編曲 | 編曲             | 時間 |
| 1.                 | 「中毒」                                            | 宮崎朝子  | 宮崎朝子   | SHISHAMO         | 3:58 |
| 2.                 | 「人間」                                            | 宮崎朝子  | 宮崎朝子   | SHISHAMO         | 4:41 |
| 3.                 | 「警報」                                            | 宮崎朝子  | 宮崎朝子   | SHISHAMO         | 3:51 |
| 4.                 | 「明日はない」                                      | 宮崎朝子  | 宮崎朝子   | SHISHAMO         | 3:40 |
| 5.                 | 「君の目も鼻も口も顎も眉も寝ても覚めても超素敵!!!」 | 宮崎朝子  | 宮崎朝子   | SHISHAMO         | 3:36 |
| 6.                 | 「かわいい」                                        | 宮崎朝子  | 宮崎朝子   | SHISHAMO         | 4:22 |
| 7.                 | 「明日の夜は何が食べたい？」                        | 宮崎朝子  | 宮崎朝子   | SHISHAMO         | 4:08 |
| 8.                 | 「ドライブ」                                        | 宮崎朝子  | 宮崎朝子   | SHISHAMO         | 4:50 |
| 9.                 | 「はなればなれでも」                                | 松岡彩    | 宮崎朝子   | SHISHAMO         | 4:40 |
| 10.                | 「壊したんだ」                                      | 宮崎朝子  | 宮崎朝子   | 宮崎朝子・高野勲 | 5:29 |
| 11.                | 「ごめんね」                                        | 宮崎朝子  | 宮崎朝子   | SHISHAMO         | 4:04 |
| 12.                | 「通り雨」                                          | 宮崎朝子  | 宮崎朝子   | SHISHAMO         | 4:41 |
| 13.                | 「夢で逢えても」                                    | 宮崎朝子  | 宮崎朝子   | SHISHAMO         | 5:00 |
| 合計時間:          | 合計時間:                                           | 合計時間: | 合計時間:  | 57:05            |      |

初回限定盤
- ブックレットと浅野いにおの描き下ろし漫画付属、上製本仕様

## 楽曲解説
1. 中毒
  - 本作のリード曲。恋愛中毒の曲で、主人公は全身で振り回されるような恋愛をしている女性[10]。シンプルなスリーピースの音を追求していて、宮崎の中にあった“こういう強さ” “こういう重さ”という音のイメージを突き詰めて、3人で丁寧にすりあわせて作ったという[13]。
  - テレビ愛知『a-NN♪』の2021年6月度エンディングテーマに起用された[14]。
  - 5月25日・5月27日、ティザー映像とティザー映像 #2 が公開された[15][16]。5月28日、ミュージック・ビデオがYouTubeでプレミア公開された[17]。監督を務めたのはNasty Men$ah[18]。
  - 6月19日にNHK総合『シブヤノオト』[19]、6月25日に日本テレビ系『MUSIC BLOOD』[20]、6月28日にTBS系『CDTVライブ！ライブ！』に出演し披露された[21]。
2. 人間
  - 3rd配信限定シングル。
3. 警報
  - 喧嘩をテーマに制作された曲。女性から見た男性、男性から見た女性のかみ合わない部分が描かれている[13]。
  - 始めに“君は嘘つきだね”という一文が浮かび、そこから主人公一人ではなく、相手を作って掛け合いにしようと思い付いた。この一文が含まれたBメロが主役の曲だと宮崎が解説している[10]。
4. 明日はない
  - 1st配信限定シングル。
5. 君の目も鼻も口も顎も眉も寝ても覚めても超素敵!!!
  - 5th配信限定シングル。
  - ロッテ『ZEROアイス』WEB CM「ゼロなのに、かなりアリ。」篇のCMソング[22]。
6. かわいい
  - 女の子のコンプレックスが歌われた曲[13]。
  - 初回限定盤に付属の浅野いにおの漫画はこの曲を題材に描かれた。SHISHAMO側からは、さほど説明をせずイメージを自由に広げて描いてほしい、とお願いして18ページに渡る大作となった[23]。
7. 明日の夜は何が食べたい？
  - 4th配信限定シングル。
8. ドライブ
  - ドライブにまつわるカップルの曲で、音源にクラクションの音が入れられている[10]。歌詞で免許取得についてのストーリーが描かれているが、宮崎は免許を持っていない[24]。
  - 2018年にレコーディングされたが、出すタイミングを失っていた曲で、アルバムに入れて他の曲と並べるとむしろ新鮮に聞こえたという[9]。
  - 7月29日にYouTubeでプレミア公開されたミュージック・ビデオは、スマートフォンでの自撮り映像や小型の固定カメラ映像のみで構成し、「手作り感」にこだわったセルフプロデュース作品。メンバーがオープンカーを運転しドライブに繰り出す内容になっている[25]。
9. はなればなれでも
  - 松岡が初めて作詞を手掛けた曲。「宮崎があまり書かなくて、自分らしい歌詞は何だろうかと考えて家族について書くことにした」と話しており、松岡はコーラスにも参加している[23]。
  - 宮崎は歌詞を送ってもらったその日に曲を作った。「松岡という人間を表現した、かわいらしい曲にしたい」と考えながら制作したという[13]。
  - ホーンが導入されている。宮崎は、上手さよりも歌詞が温かく聴こえることを大事にしたいと思い、演奏を担当したタブゾンビに「素朴で素直な音で吹いてください」と依頼した[13][26]。
10. 壊したんだ
  - 6th配信限定シングル。
11. ごめんね
  - スリーピースでのロックバラード。「バンドでバラードをやる場合にはストリングスやピアノなど、バンド以外の音を入れたくなるが、この曲は3人の音だけで表現したいという気持ちからこのアレンジにした」と話している[10][13]。
12. 通り雨
  - 宮崎が電車の中で、サビになる“いつまでも好きでいていい？”の一文が思い浮かび、制作が始まった。鼻歌で作った曲で、アコースティックギターとピアノが導入されている[9]。
13. 夢で逢えても
  - 「夢で逢う」（『SHISHAMO 5』に収録）の続編という意識で作られた曲。主人公の時間が経っても癒えない痛みが描かれている[13][27]。
  - 当初は「通り雨」をアルバムの最後の曲にするつもりでいたが、曲順を考えて並び替えている時に、間違えてこの曲を最後にするとしっくり来たため、そのままラストナンバーに決まった[9]。

## 参加ミュージシャン

### SHISHAMO
- 宮崎朝子：Guitar, Vocal, Keyboard (#-5), Piano (#-10)
- 松岡彩：Bass
- 吉川美冴貴：Drums

### 外部ミュージシャン
- タブゾンビ (SOIL&"PIMP"SESSIONS)：Flugelhorn (#-9)
- 美央カルテット：Strings (#-10)